# سنو كابس

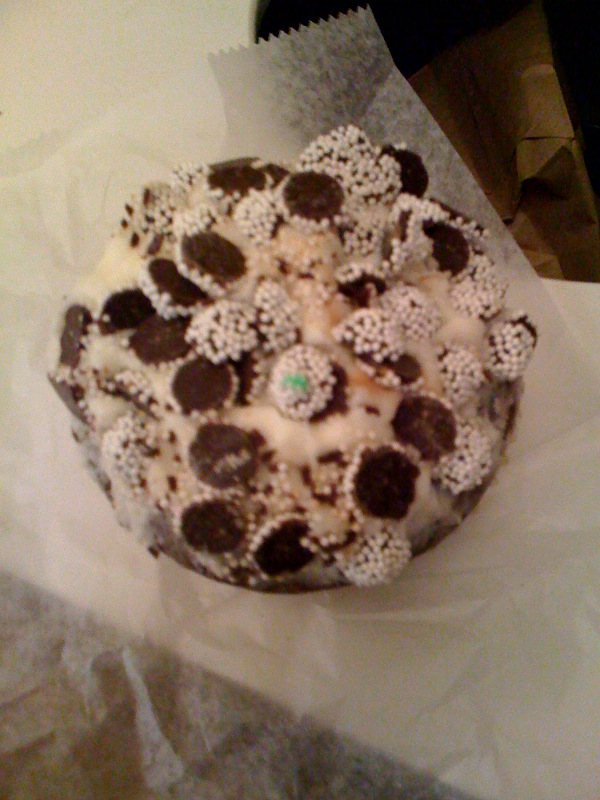
سنو كابس على كب كيك

سنو كابس هي ماركة حلوى تتكون من قطع صغيرة من حلوى الشوكولاتة شبه الحلوة مغطاة بقطع بيضاء غير جاهزة . تم تقديم الحلوى في أواخر عشرينيات القرن الماضي من قبل شركة بلومنتال للشوكولاتة . استحوذت وارد فودز على بلومنتال في عام 1969. تم شراء العلامة التجارية في وقت لاحق من قبل شركة تيرسون ومقرها شيكاغو في عام 1981. استحوذت نستله على العلامة التجارية في 9 يناير 1984 من شركة تيرسون. في عام 2018 ، تم شراء العلامة التجارية من قبل شركة فيرارا كاندي، وهي قسم من فيرارا SpA . يمكن العثور على سنو كابس في جميع أنحاء العالم ، عادةً في دور السينما.